# Liste des cathédrales du Kazakhstan
Cet article recense les cathédrales du Kazakhstan.

## Cathédrales catholiques
| Cathédrale                                         | Diocèse   | District  | Ville     | Coordonnées                       | Illustration                    |
| -------------------------------------------------- | --------- | --------- | --------- | --------------------------------- | ------------------------------- |
| Cathédrale de la Transfiguration-de-Notre-Seigneur | Atyraou   | Atyraou   | Atyraou   | 47° 05′ 31″ nord, 51° 52′ 44″ est | Image manquante Téléverser      |
| Cathédrale Notre-Dame-de-Fátima                    | Karaganda | Karaganda | Karaganda | 49° 46′ 53″ nord, 73° 08′ 06″ est | Cathédrale Notre-Dame-de-Fátima |
| Cathédrale Notre-Dame-du-Perpétuel-Secours         | Astana    | Astana    | Astana    | 51° 09′ 13″ nord, 71° 27′ 07″ est | Image manquante Téléverser      |
| Cathédrale de la Sainte-Trinité                    | Almaty    | Almaty    | Almaty    | 43° 15′ 23″ nord, 76° 52′ 13″ est | Cathédrale de la Sainte-Trinité |
| Cathédrale Saint-Joseph                            | Karaganda | Karaganda | Karaganda | 49° 50′ 56″ nord, 73° 11′ 31″ est | Cathédrale Saint-Joseph         |

## Cathédrales orthodoxes (Église orthodoxe russe)
| Cathédrales                                             | Diocèse                | Lieu       | Image |
| ------------------------------------------------------- | ---------------------- | ---------- | ----- |
| Cathédrale de la Dormition-de-la-Mère-de-Dieu (ru)      | Astana et Almaty       | Astana     |       |
| Cathédrale de l'Ascension                               | Astana et Almaty       | Almaty     |       |
| Cathédrale Saint-Nicolas d'Almaty                       | Almaty                 | Almaty     |       |
| Cathédrale Sainte-Sophie d'Almaty                       | Almaty                 | Almaty     |       |
| Cathédrale Notre-Dame de la Présentation au Temple (it) | Karaganda              | Karaganda  |       |
| Cathédrale de l'Archange Saint-Michel (ru)              | Kokchetaou             | Kokchetaou |       |
| cathédrale Saint-André (it)                             | Öskemen                | Öskemen    |       |
| Cathédrale de l'Annonciation                            | Pavlodar et Ekibastouz | Pavlodar   |       |
| Cathédrale Saint-Pierre et Saint-Paul (de)              | Petropavl et Bulayevo  | Petropavl  |       |
| cathédrale Saint-André (it)                             | Kostanaï               | Kostanaï   |       |
| Cathédrale Saint-Nicolas (it)                           | Chimkent et Taraz      | Chimkent   |       |
| Cathédrale Saint-Michel (ru)                            | Oural                  | Oural      |       |